# Pachygnatha clerckoides
Pachygnatha clerckoides là một loài nhện trong họ Tetragnathidae.
Loài này thuộc chi Pachygnatha. Pachygnatha clerckoides được miêu tả năm 1985 bởi Wunderlich.